# Giralda

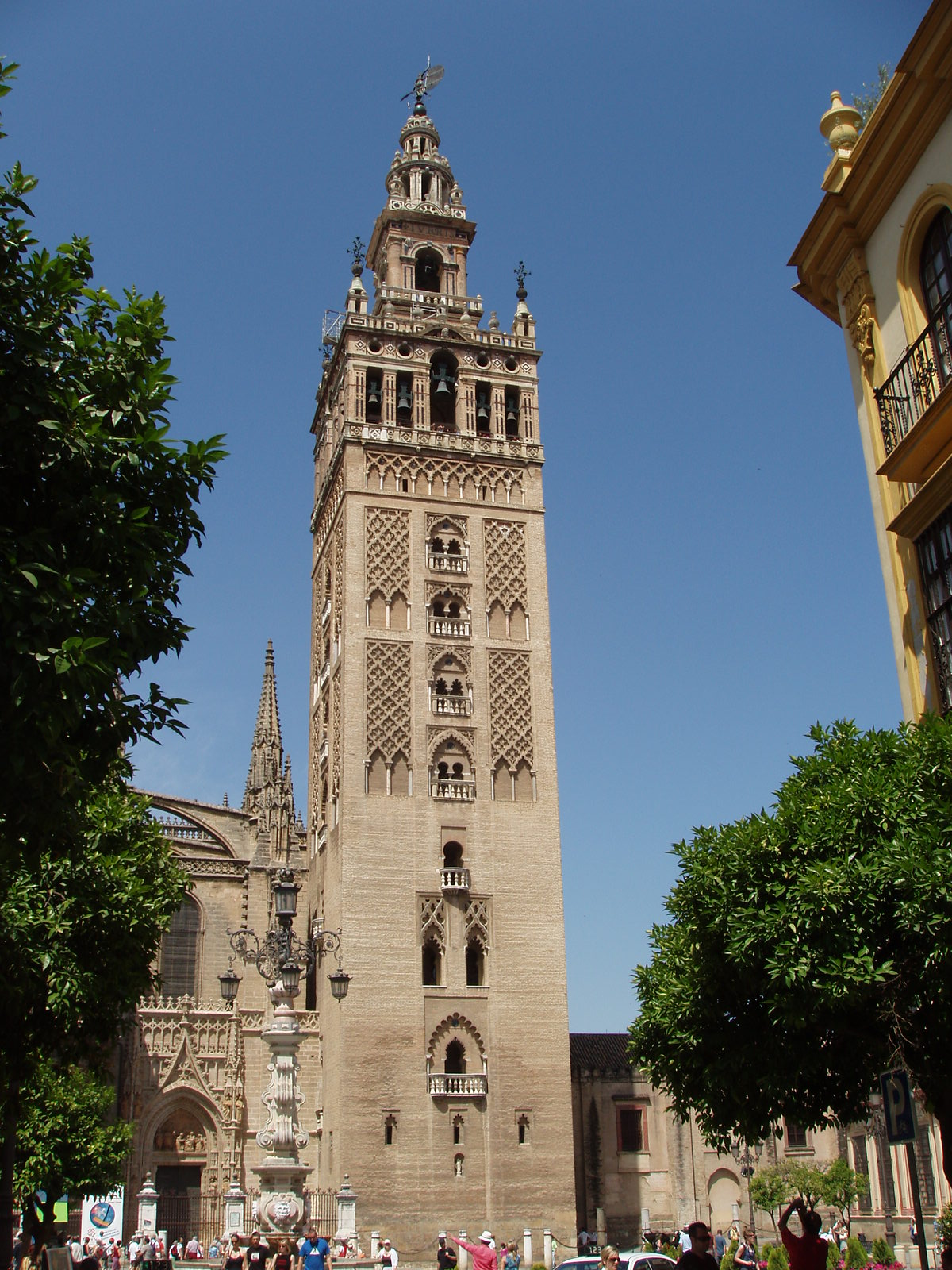
Giralda, vid Katedralen i Sevilla.

Giralda är klocktornet till katedralen Santa Maria i Sevilla i  Spanien. De nedre två tredjedelarna av tornet motsvarar minareten till stadens före detta moské, från epoken almohader, vilket är slutet av 1100-talet, medan den övre tredjedelen är en tillbyggnad under den kristna epoken för att ge plats för kyrkklockorna. Vid tornets spets finns en sfär kallad ’’tinaja’’ över vilken reser sig statyn Giraldillo, en staty som även är en vindflöjel och under renässansen var den största bronsskulpturen i Europa. 
La Giralda, med sina 98,5 m (104,1 m inklusive el Giraldillo), var en gång världens högsta torn och är fortfarande den högsta byggnaden i staden, liksom en av de mest berömda i Andalusien. Den 29 december 1928 förklarades tornet som nationellt minnesmärke och 1987 kom det med på listan över världsarv.

## Historia

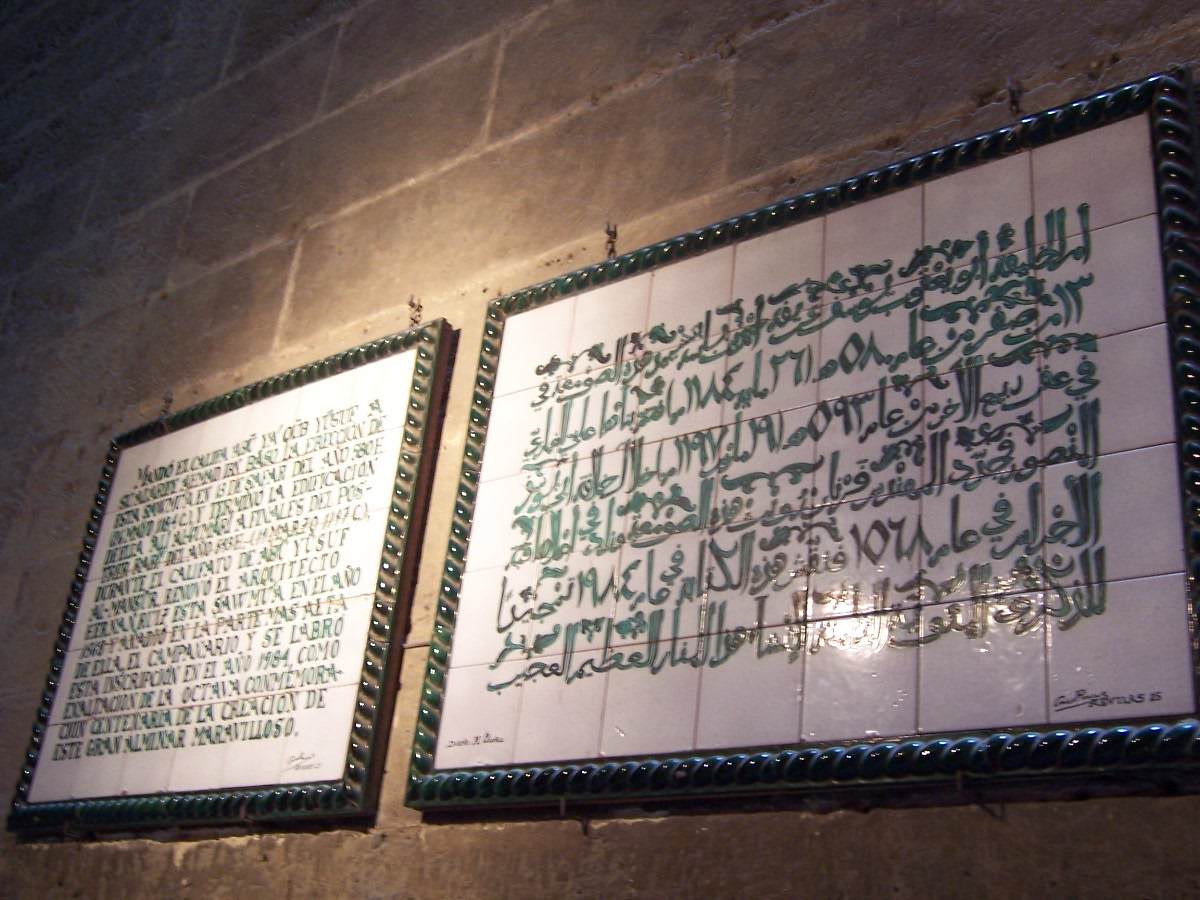
Ingången till la Giralda

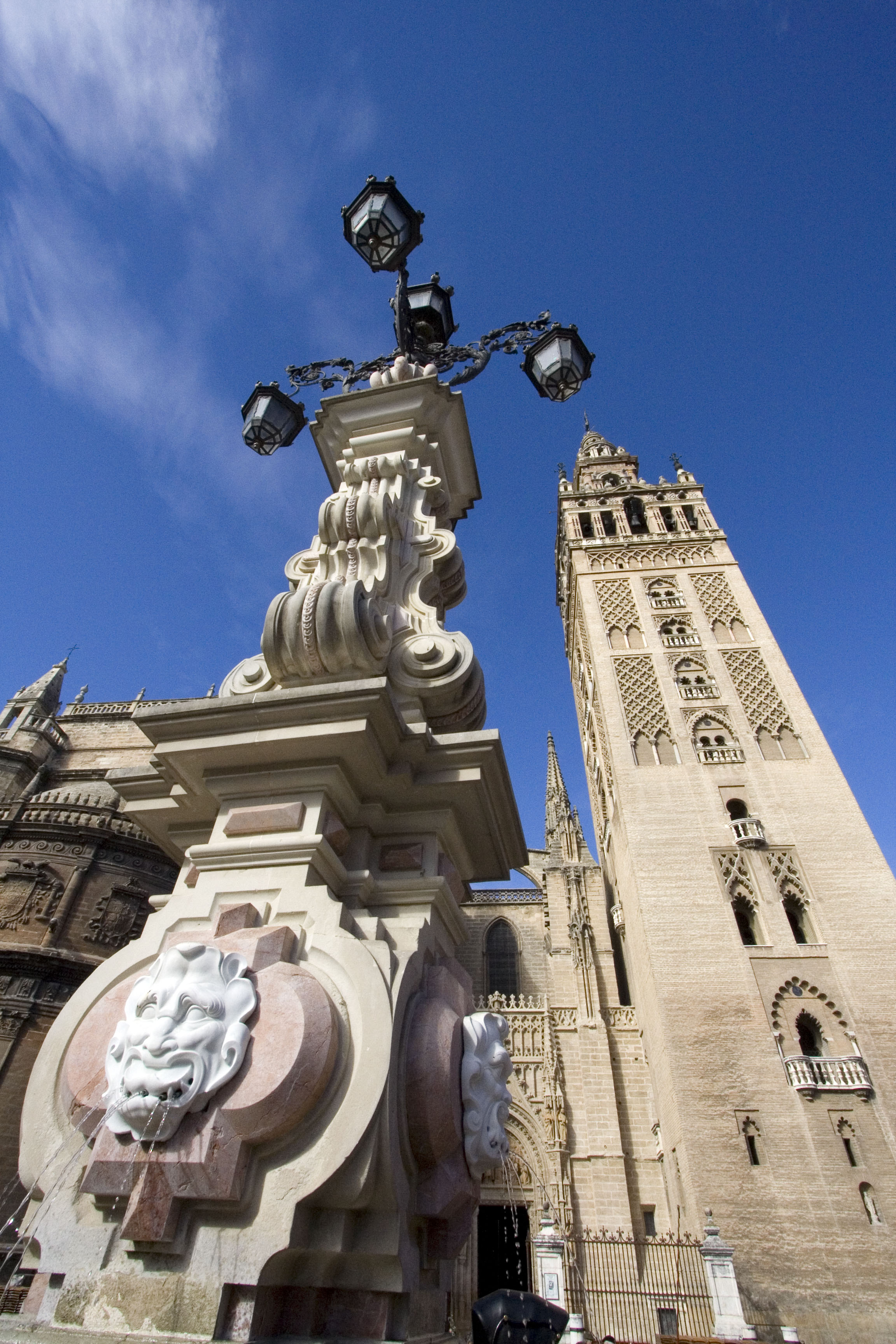
La Giralda sett från Plaza Virgen de los Reyes.

Det muselmanska tornet byggdes enligt vissa forskare och historiker för att hedra minnet av segern i slaget vid Alarcos. Det byggdes 1184 efter beslut av kalifen Abu Yaqub Yusuf. Till formen liknar det minareten till moskén i Kutubia i Marrakech (Marocko), och betraktas med sina sjuttio meter som ett mästerverk i den spanska-magrebianska konsten. Man brukar också se det som systertorn till det stora Hassantornet i Rabat, sextio meter högt. 
Efter en jordbävning som inträffade 1365 förlorades den ursprungliga kopparsfären som krönte tornet. Den ersattes med en enkel minaret. Därefter, under 1500-talet, lade man till klockrummet under ledning av arkitekten i Cordoba Hernan Ruiz, som också anlitades för att katedralen skulle få en staty som representerade tron. Statyn installerades 1568. Ordet ”giralda” kommer från ”rotera” och syftar på ”tornets vindflöjel som har formen av en människa eller djur" Med tiden kom namnet att syfta på tornet som helhet, och figuren som kröner tornets topp blev känd som Giraldillo.

## Konstruktion
Tornet består, på grund av sin komplexa historia, av flera separata men väl sammanfogade delar och visar ett perfekt exempel på den rika smältdegel av kulturer som finns i staden. För byggandet av den muslimska delen, så som man kan se den vid sin bas, använde man resterna av några byggnader och torg från den romerska tiden, och man kan i dem se olika latinska epigrafier. 
Från denna del fortsätter den renässansdelen och därefter den så kallade ”liljeterrassen” (’’terraza de las azucenas’’) efter fyra liljevaser av brons, en i varje hörn, vilka är mästerverk av guldsmeden Fernando Marmolejo Camargo, populärt kallad "Giraldaprästen". Över detta finns det flera delar: klockan, brunnen, carambolen, stjärnan, kupolen och kupolinen, över vilken står trons staty.

## Dimensioner

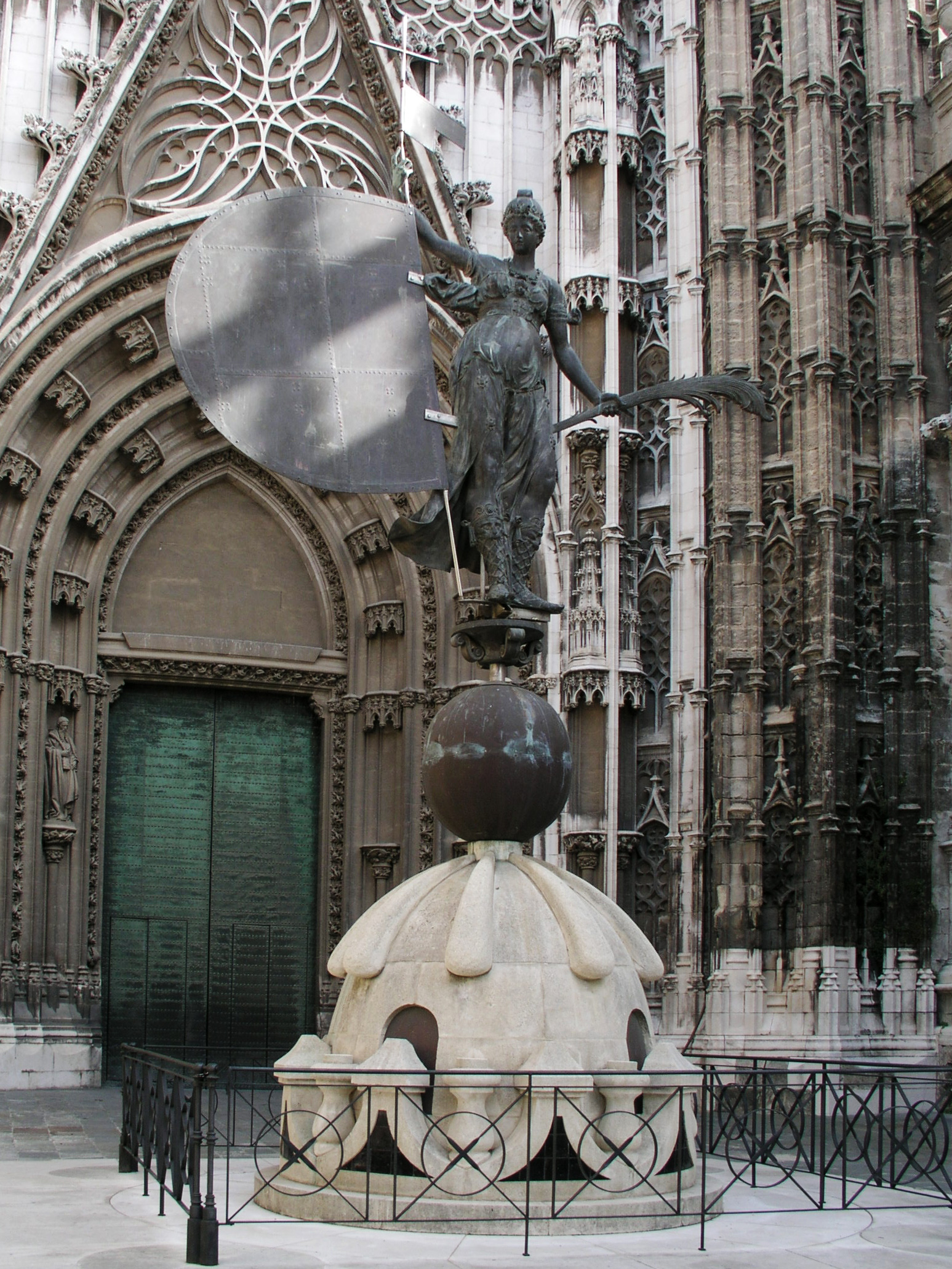
En kopia av Geraldillostatyn kan beskådas utanför Giralda.

Delen med den enkla minareten mäter nästan 51 meter i höjd och totalt når tornet, med den kristna tillbyggnaden, 97,5 meter. 
Giraldillostatyn är mer än fyra meter hög, sju meter om man räknar in piedestalen, och väger 1 015 kg. Labarumet som visar vindriktningen väger 180 kg, och staven som är två meter, 91 kg. Klotet som statyn står på kallas "tinaja" och är 1,45 meter i diameter och 4,40 meter i omkrets. 
La Giralda har inga trappor, utan trettiofem ramper stora nog för att göra det möjligt för den ansvarige som skall kalla människorna till bön att ta sig upp till häst.